# Pod elektritsjeskimi oblakami
Pod elektritsjeskimi oblakami (Russisch: Под электрическими облаками; internationale titel: Under Electric Clouds) is een Russisch-Oekraïens-Poolse film uit 2015, geschreven en geregisseerd door Aleksej German. De film ging in première op 10 februari op het Internationaal filmfestival van Berlijn 2015 in de competitie voor de Gouden en Zilveren Beer.

## Verhaal
Op een verlaten bouwsite staan onafgewerkte betonnen gebouwen, ijzeren constructies en autostrades. In de winterse mist en sneeuw dolen in deze surreële wereld een aantal figuren rond. Hun verhaallijnen verweven zich met elkaar.

## Rolverdeling
| Acteur              | Personage    |
| ------------------- | ------------ |
| Louis Franck        | Pjotr        |
| Merab Ninidze       | Nikolaj      |
| Viktoria Korotkova  | Sasja        |
| Tsjoelpan Chamatova | Valja        |
| Piotr Gasowski      | Djadja Bonja |

## Prijzen en nominaties
| jaar | prijs                                   | categorie                                       | genomineerde(n)                    | uitslag  |
| ---- | --------------------------------------- | ----------------------------------------------- | ---------------------------------- | -------- |
| 2015 | Internationaal filmfestival van Berlijn | Zilveren Beer voor de beste artistieke bijdrage | Jevgeni Privin Sergej Michaltsjoek | Gewonnen |